# 鳥居忠文
鳥居 忠文（とりい ただぶみ）は、幕末の大名。下野壬生藩の第8代（最後）の藩主（知藩事）。壬生藩鳥居家12代。子爵。

## 生涯
弘化4年（1847年）9月12日、第6代藩主鳥居忠挙の四男として生まれる。慶応4年（1868年）3月、兄の第7代藩主忠宝の名代として上洛する。同年9月、忠宝の補佐を命じられる。明治2年（1869年）9月、忠宝の養子となる。明治3年（1870年）9月25日、忠宝が病気により隠居したため、その跡を継いで知藩事となった。それにともない、従五位下に叙任した。
明治4年（1871年）7月15日の廃藩置県で免官となり、同年9月5日に司法省中録に就任した。同年10月29日、海外留学のために辞任する。同年11月12日、岩倉使節団の一員として日本を出発した。佐々木高行に随行し、法律を学ぶことを目的としていた。明治5年（1872年）4月、岩倉使節団を離れて、アメリカに留学する許可を得る。
明治16年（1883年）5月、外務省御用掛となる。明治17年（1884年）7月8日、子爵を叙爵した。明治18年（1885年）5月、外務省御用掛兼書記生となる。明治19年（1886年）11月、ハワイ王国副領事となる。明治22年（1889年）2月、ハワイ王国領事に就任する。明治23年（1890年）7月10日、貴族院議員に選ばれ、その後、死亡時まで在職した。大正3年（1914年）10月31日に死去した。享年68。墓所は文京区吉祥寺

## 栄典
- 1914年（大正3年）6月18日 - 勲三等瑞宝章[5]

## 家族
父母
- 鳥居忠挙（実父）
- 鳥居忠宝（養父）

妻
- 松平鈴子 - 松平康圭の娘（前妻）
- 藪嶺子 - 藪実方の次女（後妻）

子女
- 鳥居忠一（長男）生母は嶺子（後妻）
- 三宅忠強（次男）生母は嶺子（後妻）
- 住友忠輝（三男）生母は嶺子（後妻）
- 鳥居忠治（四男）生母は嶺子（後妻）
- 鳥居忠博（五男）生母は嶺子（後妻）